# Mount Strange
Mount Strange är ett berg i Antarktis. Det ligger i Västantarktis. Inget land gör anspråk på området. Toppen på Mount Strange är 361 meter över havet.
Terrängen runt Mount Strange är kuperad söderut, men norrut är den platt. Trakten är obefolkad. Det finns inga samhällen i närheten.